# E-Prix di Pechino 2015
L'E-Prix di Pechino 2015 è stata la prima gara della seconda stagione del campionato di Formula E. Il week end è stato dominato da Sébastien Buemi che ha ottenuto pole, giro veloce e vittoria, ottenendo così 30 punti in un solo evento.

## Prima della gara

### Cambiamenti al circuito
La pista è quella della stagione precedente, ma la prima chicane (la curva 3) è stata rimossa, lasciando spazio ad un lungo rettilineo. I piloti ritengono che questa modifica offra maggiori possibilità di sorpasso.

### Il Trulli GP non partecipa
Il team di Trulli non prende parte alla gara, a seguito di una restrizione doganale. Visti i problemi la squadra italiana ha già spedito il materiale a Putrajaya, seconda tappa del mondiale.

### Fanboost
Il Fanboost è stato vinto da Nelson Piquet Jr., Sam Bird e Oliver Turvey.

## Risultati

### Qualifiche
| Pos. | Nº | Pilota                 | Team                      | Q1       | SP       | Griglia |
| ---- | -- | ---------------------- | ------------------------- | -------- | -------- | ------- |
| 1    | 9  | Sébastien Buemi        | Renault e.Dams            | 1:37.488 | 1:37.297 | 1       |
| 2    | 8  | Nicolas Prost          | Renault e.Dams            | 1:38.206 | 1:37.581 | 2       |
| 3    | 23 | Nick Heidfeld          | Mahindra Racing           | 1:38.512 | 1:38.339 | 3       |
| 4    | 11 | Lucas Di Grassi        | ABT Schaeffler Audi Sport | 1:38.519 | 1:39.539 | 4       |
| 5    | 25 | Jean-Éric Vergne       | DS Virgin Racing          | 1:38.028 | 2:21.284 | 5       |
| 6    | 4  | Stéphane Sarrazin      | Venturi                   | 1:38.645 |          | 6       |
| 7    | 21 | Bruno Senna            | Mahindra Racing           | 1:38.761 |          | 7       |
| 8    | 6  | Loïc Duval             | Dragon Racing             | 1:38.859 |          | 8       |
| 9    | 2  | Sam Bird               | DS Virgin Racing          | 1:38.884 |          | 9       |
| 10   | 7  | Jérôme d'Ambrosio      | Dragon Racing             | 1:39.058 |          | 10      |
| 11   | 66 | Daniel Abt             | ABT Schaeffler Audi Sport | 1:39.220 |          | 11      |
| 12   | 12 | Jacques Villeneuve     | Venturi                   | 1:39.665 |          | 12      |
| 13   | 27 | Robin Frijns           | Andretti                  | 1:39.672 |          | 13      |
| 14   | 28 | Simona de Silvestro    | Andretti                  | 1:39.681 |          | 14      |
| 15   | 88 | Oliver Turvey          | NEXTEV TCR                | 1:39.734 |          | 15      |
| 16   | 55 | António Félix da Costa | Team Aguri                | 1:40.295 |          | 16      |
| 17   | 77 | Nathanaël Berthon      | Team Aguri                | 1:40.386 |          | 17      |
| 18   | 1  | Nelson Piquet Jr.      | NEXTEV TCR                | 1:40.638 |          | 18      |

### Gara
| Pos. | Nº | Pilota                 | Team                      | Giri | Tempo/Ritiro     | Griglia | Punti |
| ---- | -- | ---------------------- | ------------------------- | ---- | ---------------- | ------- | ----- |
| 1    | 9  | Sébastien Buemi        | Renault e.Dams            | 26   | 50:08.835        | 1       | 30    |
| 2    | 11 | Lucas Di Grassi        | ABT Schaeffler Audi Sport | 26   | +11.006          | 4       | 18    |
| 3    | 23 | Nick Heidfeld          | Mahindra Racing           | 26   | +15.681          | 3       | 15    |
| 4    | 6  | Loïc Duval             | Dragon Racing             | 26   | +16.009          | 8       | 12    |
| 5    | 7  | Jérôme d'Ambrosio      | Dragon Racing             | 26   | +16.514          | 10      | 10    |
| 6    | 88 | Oliver Turvey          | NEXTEV TCR                | 26   | +39.466          | 15      | 8     |
| 7    | 2  | Sam Bird               | DS Virgin Racing          | 26   | +47.531          | 9       | 6     |
| 8    | 77 | Nathanaël Berthon      | Team Aguri                | 26   | +58.620          | 17      | 4     |
| 9    | 4  | Stéphane Sarrazin      | Venturi                   | 26   | +1:07.814        | 6       | 2     |
| 10   | 27 | Robin Frijns           | Andretti                  | 26   | +1:09.260        | 13      | 1     |
| 11   | 66 | Daniel Abt             | ABT Schaeffler Audi Sport | 26   | +1:13.351        | 11      |       |
| 12   | 25 | Jean-Éric Vergne       | DS Virgin Racing          | 26   | +1:31.040        | 5       |       |
| 13   | 21 | Bruno Senna            | Mahindra Racing           | 26   | +1:50.833        | 7       |       |
| 14   | 12 | Jacques Villeneuve     | Venturi                   | 25   | +1 giro          | 12      |       |
| 15   | 1  | Nelson Piquet Jr.      | NEXTEV TCR                | 24   | Ritiro           | 18      |       |
| Rit  | 8  | Nicolas Prost          | Renault e.Dams            | 22   | Perdita alettone | 2       |       |
| Rit  | 55 | António Félix da Costa | Team Aguri                | 13   | Collisione       | 16      |       |
| Rit  | 28 | Simona de Silvestro    | Andretti                  | 2    | Incidente        | 14      |       |

## Classifiche post-gara

### Piloti
| Pos. | Pilota            | Punti |
| ---- | ----------------- | ----- |
| 1    | Sébastien Buemi   | 30    |
| 2    | Lucas Di Grassi   | 18    |
| 3    | Nick Heidfeld     | 15    |
| 4    | Loïc Duval        | 12    |
| 5    | Jérôme d'Ambrosio | 10    |

### Squadre
| Pos. | Squadra                   | Punti |
| ---- | ------------------------- | ----- |
| 1    | Renault e.Dams            | 30    |
| 2    | Dragon Racing             | 22    |
| 3    | ABT Schaeffler Audi Sport | 18    |
| 4    | Mahindra Racing           | 15    |
| 5    | NEXTEV TCR                | 8     |